# لغات عظمى
اللغات العظمى في اصطلاح بعض المترجمين بالإنجليزية هي أهم اللغات المستعملة في الإنترنت وهي الإسبانية والألمانية والإيطالية والفرنسية والصينية والكورية واليابانية والبرتغالية والهولندية والروسية،  والكلمة من(بالإنجليزية: megalanguage)‏.